# Michel Collon
Pour les articles homonymes, voir Collon.
Michel Collon est un journaliste et essayiste belge. 
Membre du Parti du travail de Belgique, il commence sa carrière au journal de ce parti, l'hebdomadaire Solidaire, avant de créer le collectif indépendant Investig’Action, relayé par un site Internet de « réinformation » qu'il gère avec une équipe de bénévoles.
Il se présente lui-même comme un spécialiste de l'analyse de la « propagande de guerre » et de la « désinformation médiatique » et développe dans plusieurs de ses livres le concept de « médiamensonge » ou mensonge relayé par les médias, qui ne sont d'après lui que « la voix des pouvoirs économiques, financiers ou politiques », des organes de propagande manipulant l'opinion, notamment pour « justifier l'entrée en guerre d'un pays contre un autre ».
Michel Collon est considéré par divers médias et sociologues comme un auteur propagandiste et complotiste.

## Biographie

### Engagement politique
Michel Collon milite jusqu'en 1977 à l'Union des communistes (marxistes-léninistes) de Belgique, UC(ml)B, avant de rejoindre le Parti du travail de Belgique (PTB) nouvellement créé.
Il travaille à l'hebdomadaire Solidaire, journal officiel du PTB,, dont il est un temps membre du Comité central puis reste une des principales références dans les formations dispensées.

### Investig'Action:«réinformation»et conspirationnisme
Il travaille comme journaliste indépendant à travers livres, films, un site Internet de « réinformation » (Investig'Action) qu'il gère avec une équipe de bénévoles, et une lettre d'information hebdomadaire. Dénoncé pour son confusionnisme par des organisations antifascistes, Investig'Action publie des textes de personnalités liées à l'extrême droite.
Le site complotiste relaye également la propagande de guerre pro-Assad à propos du conflit syrien.
Dans l'ouvrage collectif Médias et censure : figures de l'orthodoxie, publié par Les Éditions de l'université de Liège, il figure sous le libellé « journaliste et analyste des médias en temps de guerre et de conditionnement géopolitique et militaire ».
Il se présente sur son site comme « spécialiste de la désinformation »,.

### Médias d’États: Tele Sur et RT France
Il est membre du Conseil consultatif de la chaîne de télévision vénézuélienne Tele Sur. Il est chroniqueur pour la chaîne de télévision RT (Russia Today), contrôlée par l'État russe et critiquée pour sa propagande pro-russe et conspirationniste, au sein d'une équipe qualifiée par Libération comme « une équipe de chroniqueurs nettement positionnés sur l'échiquier de la pensée »,,.

## Prises de position
Michel Collon prend position contre l'intervention de l'OTAN durant la guerre du Kosovo en 1999.
Il organise des déploiements d'« observateurs civils » en Yougoslavie et en Irak (en 2002).
Il participe à la conférence « anti-impérialiste » Axis for Peace, organisée en 2005 par Thierry Meyssan du Réseau Voltaire. Rudy Reichstadt, fondateur du site Conspiracy Watch, qualifie la liste des participants de « who’s who des auteurs conspirationnistes les plus en vue de l’époque. »
Il dénonce l'utilisation d'une photo qui laisse croire que des soldats chinois s'étaient déguisés en moines bouddhistes et avaient provoqué les émeutes du printemps 2008 au Tibet. Cet usage avait été dénoncé dès le 1er avril sur le site Tibet-info par Jean-Paul Ribes, lui-même abusé quelques heures le 30 mars. Selon le Los Angeles Times, cette photo provient du tournage à Lhassa en 2001-2002 du film Le Talisman de Peter Pau.
L'année suivante, il fait partie des signataires d'un appel lancé par l'ancienne secrétaire générale du PTB, Nadine Rosa-Rosso, à tous les candidats au Parlement européen demandant « le retrait immédiat et inconditionnel du Hamas de la liste européenne des organisations terroristes ».
En novembre 2011, à la suite de pressions de syndicalistes se réclamant de l'antifascisme, la CGT refuse à Michel Collon l'accès à la Bourse du travail de Paris.  
En 2012, il se rend en Libye sur invitation du régime Kadhafi.
Lors d'une conférence organisée à Roubaix par le « Front uni des immigrations et des quartiers populaires », proche de Saïd Bouamama, et consacrée à l'attentat contre Charlie Hebdo, il affirme, d'après un article de Nord Éclair, que « Comme toujours dans les médias, on a les faits, une partie des faits, et de préférence, les sensationnels, et une autre partie des faits est mise de côté. Par exemple, les frères Kouachi ont en réalité été formés et armés par Fabius et consorts pour aller faire la guerre à un gouvernement qui dérangeait les multinationales des États-Unis et d’ailleurs ». Le journaliste, Julian Gilman, conclut que Collon « verse dans une thèse paranoïaque de complot médiatique, économique et géopolitique »,.«  »

## Concept de«médiamensonge»
Le concept de « médiamensonge » est créé par le journaliste Gérard de Sélys dans le dossier Médiamensonges, paru en 1991. Y sont décortiquées des techniques de manipulation idéologique mises en pratique dans les médias. Le même thème est abordé par l'historienne belge Anne Morelli dans Principes élémentaires de propagande de guerre (2010), ouvrage inspiré du livre de l'homme politique Britannique Arthur Ponsonby, Falsehood in Wartime (1928), qui décrit les mécanismes essentiels de la propagande utilisée durant la Première Guerre mondiale.
Le concept est popularisé par Michel Collon, qui le reprend à son compte dans plusieurs de ses ouvrages,. Michel Collon applique ce concept pour dénoncer une « propagande » servant à justifier l'entrée en guerre d'un pays aux yeux de son opinion publique.
Interrogé par une journaliste de L'Obs, Gérard de Sélys évoque une « récupération excessive » par Collon du concept qu'il a créé. Il ne souscrit pas à l'idée d'un grand complot rassemblant médias et gouvernements et ajoute au sujet de Collon : « Il l’utilise n’importe quand, n’importe comment. Il en a fait son mot fétiche. Il l’utilise à toutes les sauces. C’est comme quelqu’un qui ressortirait trop souvent la même blague. »

## Critiques

### Guerre du Golfe
Analysant l'ouvrage de Collon intitulé Attention, médias ! Médiamensonges du Golfe - Manuel Anti-manipulation consacré au traitement médiatique de la guerre du Golfe, le journaliste Baudouin Loos explique que l'auteur « utilise avec un aplomb stupéfiant les mêmes procédés grossiers — amalgames, omissions, etc. — qu'il reproche aux médias » et constate qu'il ne sélectionne parmi les articles que ceux susceptibles de corroborer sa thèse en oubliant tout le reste et le taxe au passage de « mauvaise foi ».

### Ex-Yougoslavie
Commentant le livre Poker menteur. Les grandes puissances, la Yougoslavie et les prochaines guerres (1998), l'écrivain Louis Dalmas trouve qu'« il remet une gauche – désorientée par les obsessions de ses porte-parole – dans le droit chemin », en lui rappelant que « ses cibles essentielles » sont « non pas le nationalisme serbe mais l'hégémonie du grand capital », appuyé sur l'impérialisme américain, et « les avancées de l'obscurantisme religieux » dans le monde.
Dans son livre Poker menteur, Michel Collon soutient que les Massacres de Markale ne sont pas le fait des Serbes et qu'ils ont été commis pour rendre ces derniers coupables de crime contre l'humanité et justifier des représailles contre eux. À propos de l'obus de mortier qui, le 5 février 1994, tua 68 personnes au marché de Sarajevo et provoqua l'ultimatum de l'OTAN aux Serbes de Bosnie, l'écrivain Michèle Savary, auteur de La Serbie aux outrages (éditions L'Âge d'Homme), soutient que « Michel Collon pose certaines questions pertinentes », affirmant notamment que ce jour-là les détecteurs de bombardements de l'ONU n'enregistrèrent aucun tir serbe,.

### OTAN
Amené à traiter d'un ouvrage de Michel Collon – Monopoly. L’Otan à la conquête du monde, EPO, Bruxelles, 2000 –, Henri Maler, membre fondateur d'Acrimed, écrit ceci : « Son démontage de la propagande de l’OTAN et des déformations, voire des falsifications, de l’information véhiculées par la majeure partie de la presse est éloquent. Mais à trop accumuler de silences derrière tant de dénonciations, la critique de Michel Collon perd vite la crédibilité qu’elle a cru gagner à grand renfort de précisions, notamment quand elle ne trouve à reprocher à Milošević que d’avoir – pour préserver les acquis du socialisme ? – cédé à la tentation d’un nationalisme un tantinet criminel. »

### Syrie
Dans un article du journal Le Monde daté du 6 juin 2012 sur le conflit syrien, le journaliste Christophe Ayad voit dans Michel Collon, « militant belge de la gauche radicale », un des membres de « la galaxie hétéroclite des soutiens au régime de Bachar Al-Assad » qui « va de l'extrême gauche à l'extrême droite ». Christophe Ayad considère que les positions de Michel Collon « rejoignent celles de Thierry Meyssan, fondateur du Réseau Voltaire et auteur de L'Effroyable Imposture ».
En mai 2013, Politis écrit, à propos du conflit syrien, que — dans un contexte où Bachar el-Assad organise un blocus de l'information libre et se dit victime d'un vaste complot international, où « tout événement est en permanence remis en question », où « toute information produit son contraire » — cette « désinformation » ou « réinformation », est largement relayée par « les réseaux conspirationnistes, dans la lignée du Réseau Voltaire fondé par Thierry Meyssan ou Investig'Action », qui « déversent en continu un discours de soutien au régime de Bachar el-Assad ».

### Allégations d'antisémitisme
Le blogueur Marcel Sel affirme avoir « consulté plusieurs centaines de ses articles, et […] retrouvé au moins 34 occurrences qui correspondent à la définition de l’antisémitisme retenue par l’Alliance internationale pour la mémoire de l'Holocauste et votée par le Parlement européen en juin 2017 ». En octobre 2018, ces allégations amènent la Communauté française de Belgique à annuler la participation de Michel Collon à une séance de dédicaces programmée au Salon du Livre francophone de Beyrouth.
En avril 2018, Michel Collon attaque en diffamation Marcel Sel et lui réclame 10 000 euros au titre de dommages et intérêts. Selon le courrier adressé à ce dernier par l'avocat de Collon, un article du blog de Sel serait attentatoire à l'honneur de Collon, notamment parce que l'article en question le traite d'« antisémite, de "rouge-brun", (...) qu’il "minimise" les attentats terroristes, que la collusion avec M. Collon est "irrémédiablement insoutenable" ».
Le 9 février 2019, la section civile de la 9e chambre du tribunal de première instance de Bruxelles déboute Michel Collon, jugeant sa demande non fondée. Selon le tribunal, « faire droit à la demande serait regardé comme la permission donnée à l'un de s'exprimer et l'interdiction faite à l'autre d'encore le critiquer ». La Cour conclut que faire droit à la demande de Michel Collon reviendrait à s'accorder une ingérence disproportionnée au regard de la liberté d'expression. Michel Collon ayant fait appel, la Cour d'Appel de Bruxelles confirme le 20 mars 2023 le jugement rendu en première instance.

### Autres critiques: complotisme
Les sociologues Marc Jacquemain et Jérôme Jamin expliquent que l’élément central des travaux de Michel Collon est basé sur une mise en cause généralisée des analyses produites par les médias et les organismes gouvernementaux qui sont systématiquement décrits comme manipulateurs. Les médias « mainstream » et leurs journalistes ne seraient en définitive que la voix des pouvoirs économiques, financiers ou politiques. Jacquemain et Jamin rapportent les propos de Collon selon lesquels « les médias ne sont pas une sorte de "quatrième pouvoir" qui permettrait de prendre ses distances par rapport aux autres. Ils sont partie intégrante de ces pouvoirs. On comprend pourquoi il n’est pas question qu’ils aident les citoyens à faire preuve d’esprit critique envers ces multinationales qui les financent et les dirigent. […]. Les médias ne sont pas le grain de sable dans la machine. Ils sont au contraire l’huile qui permet de faire tourner sans à-coups le moteur de l’économie et de la guerre. Si on disait à la télévision : "La pauvreté, elle est voulue, les riches l’organisent pour vous forcer à accepter n’importe quel salaire", si on disait "Les pauvres paient les guerres des riches, afin que ceux-ci puissent encore mieux les appauvrir", bien évidemment, ça serait la révolution le lendemain ». Selon les deux auteurs, cette démarche permet à Collon d'affirmer que, contrairement à la masse des citoyens ordinaires, il aurait tout compris et de se poser en « vrai héros de la résistance moderne aux dominations de toutes sortes ».
Jacquemain et Jamin considèrent en outre que la démarche de Collon relève de la théorie du complot, et est extrêmement réductrice en ce sens qu’elle réduit la marche du monde à un « système basé sur trois lois fondamentales extrêmement simples : (1) la toute-puissance des multinationales sur tous les autres acteurs politiques, économiques et financiers ; (2) la nécessité pour ces dernières de piller les richesses des peuples et (3) la nécessité de provoquer des guerres pour permettre ce pillage », le tout étant soumis à « la volonté, et à la seule volonté, de quelques barons de la finance ou de l’industrie ». Dans ce raisonnement, Michel Collon passe sous silence le fait que les interactions entre les multiples agents économiques, sociaux et politiques influent également sur l’histoire. Ils relèvent que cette approche est caractéristique des théoriciens du complot qui inversent la méthode scientifique : plutôt que de mettre la théorie à l’épreuve, ils affirment être dépositaires de la vérité et se soucient alors de rassembler les éléments qui confortent cette vérité.
Michel Collon est considéré comme un auteur complotiste,,,,. En mars 2012, la journaliste Caroline Fourest le qualifie de « roi des complotistes belges » et renouvelle cette critique dans le documentaire Les Obsédés du complot, diffusé sur France 5 en février 2013.

## Publications
- Attention, médias ! Médiamensonges du Golfe - Manuel Anti-manipulation, EPO, Bruxelles, 1992 (ISBN 978-2-87262-087-6) (réédité en 1992, 1994 et 2000)
- Poker menteur, Les grandes puissances, la Yougoslavie et les prochaines guerres, EPO, Bruxelles, 1998  (ISBN 2-87262-114-8) (traduit en anglais sous le titre Liar's Poker: the Great Powers, Yugoslavia and the Wars of the Future, International Action Center, New York, 2002)
- Monopoly, L'Otan à la conquête du monde, EPO, Bruxelles, 2000  (ISBN 2-87262-171-7)
- L'Empire en guerre (ouvrage collectif), Le Temps des cerises, Paris, 2001  (ISBN 2-84109-331-X)
- « Le droit à l'information est un combat. Médiamensonges et propagande de guerre », in Médias et Censure: figures de l'orthodoxie (ouvrage collectif, ss la dir. de Pascal Durand), Les Éditions de l'Université de Liège, 2004,  (ISBN 2-930322-70-5), 243 p., p. 153-164
- Bush, le cyclone, Les lois économiques qui mènent à la guerre, la pauvreté et d'autres crimes, Oser dire, 2005  (ISBN 2-919937-04-9)
- (en) Media Lies and the Conquest of Kosovo: NATO's Prototype for the Wars of Globalization, Unwritten History, Inc., New York, 2007 (réédité en 2017, chez Routledge, en collaboration avec Alicja Stanko-Wawrzynka)
- Les 7 Péchés d'Hugo Chavez : essai politique, Éditions Investig’Action/Éditions Couleur livres, Bruxelles/Charleroi, 2009  (ISBN 2-87003-530-6)
- Israël, parlons-en ! (ouvrage collectif sous sa direction), Éditions Investig’Action/Éditions Couleur livres, Bruxelles/Charleroi, 2010  (ISBN 978-2-87003-549-8)
- La stratégie du chaos : impérialisme et islam (en collaboration avec Mohamed Hassan et Grégoire Lalieu), Éditions Couleur Livres asbl, 2011,  (ISBN 2870035721 et 9782870035726)
- Libye, Otan et médiamensonges : manuel de contre-propagande, ouvrage collectif écrit avec Jean Bricmont, Cédric Rutter et Simon de Beer, Éditions Investig’Action/Éditions Couleur livres, Bruxelles/Charleroi, 2011  (ISBN 978-2-87003-588-7)
- Je suis ou je ne suis pas Charlie ?, Éditions Investig’Action, Bruxelles/Charleroi, 2015  (ISBN 978-2-9308-2701-8)
- Le Monde selon Trump, Michel Collon et Grégoire Lalieu, Éditions Investig’Action, Bruxelles, 2017  (ISBN 978-2-930827-08-7)
- Pourquoi Soral séduit. Tome 1 – Pour une véritable critique du capitalisme, Éditions Investig’Action, Bruxelles, 2017  (ISBN 978-2930827094)
- USA, les 100 pires citations, Éditions Investig’Action, Bruxelles, 2018  (ISBN 978-2-930827-45-2)
- La Gauche et la Guerre, Éditions Investig’Action, Michel Collon et Saïd Bouamama, Bruxelles, 2019  (ISBN 978-2-930827-61-2)
- Planète Malade. 7 leçons du Covid ou l'urgence de repenser le système, Éditions Investig’Action, Bruxelles, 2020  (ISBN 978-2-930827-35-3)
- Ukraine. La guerre des images - 50 exemples de désinformation, Éditions Investig’Action, Bruxelles, 2023  (ISBN 978-2-931166-03-1)
- Israël, les 100 pires citations, Éditions Investig’Action, Jean-Pierre Bouché et Michel Collon, Bruxelles, 2023  (ISBN 978-2-930827-32-2)

## Documentaires

### Réalisation
- 1999 : Sous les bombes de l'Otan, Michel Collon et Carlos Fittoria (45 minutes), Bruxelles
- 2002 : Les Damnés du Kosovo, Michel Collon et Vanessa Stojilkovic (78 minutes). Film documentaire sur la guerre menée par l’Otan en Yougoslavie.

#### Production
- 2006 : Bruxelles–Caracas, Vanessa Stojilkovic (78 minutes). Film documentaire en noir et blanc sur l’expérience du Venezuela.

## Conférences
- Intervention au Centre islamique et culturel de Liège : Le rôle des médias et de l'Union européenne, Liège, 2009
- Conférence-débat proposée par les Amis du Monde diplomatique : Les 7 péchés d'Hugo Chávez, Montpellier, mai 2009
- Conférence où sont analysés les quotidiens français Libération et Le Monde dans leur traitement de l'information après l'attaque israélienne sur la flottille allant vers Gaza, le 31 mai 2010

### Vidéographie
- [vidéo] Thinkerview, « Propagande de Guerre, festival de médias mensonges et complot ? », sur YouTube, 19 avril 2016.